# László Lékai

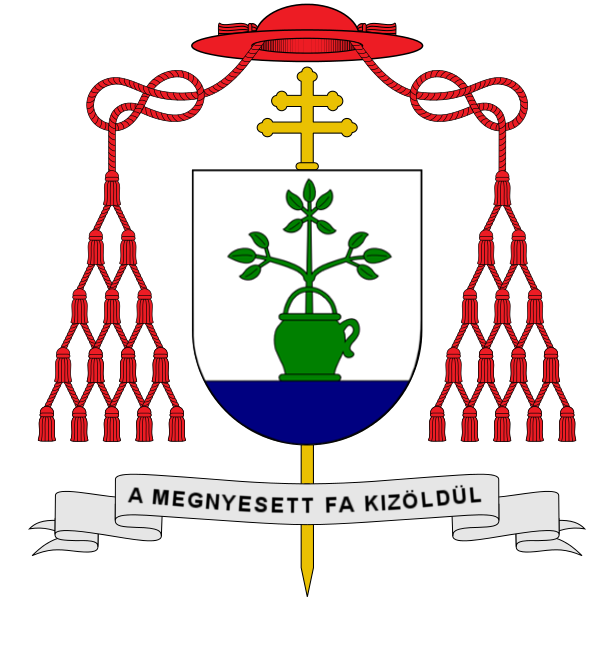
Znak arcibiskupa Lászla Lékaie

László Lékai (12. března 1910 – 30. června 1986) byl ostřihomský arcibiskup a kardinál.
László Lékai byl vysvěcen na kněze dne 28. září 1934. Působil jako člen fakulty v semináři ve Veszprému a od roku 1934 až do roku 1944 dělal pastorační práce v veszprémské diecézi. Působil jako osobní tajemník budoucího kardinála Józsefa Mindszentyho, který byl v té době veszprémským biskupem. Od listopadu 1944 do února 1945 byl vězněn nacisty. Dne 22. ledna 1946 byl jmenován monsignorem.

## Episkopát
V roce 1972 byl László Lékai byl jmenován titulárním biskupem Giro di Tarasio a apoštolským administrátorem arcidiecéze veszprémské. 5. února 1974 byl jmenován apoštolským administrátorem ostřihomské arcidiecéze, v roce 1976 (po Mindszentyho smrti) jej papež Pavel VI. jmenoval arcibiskupem metropolitou Ostřihomi a primasem Maďarska.

## Kardinál
Dne 24. května 1976 jej papež Pavel VI. jmenoval kardinálem. Za svého života se účastnil konkláve z 25. na 26. srpna 1978 a ze 14. na 16. října 1978.